# 153 (Flugzeug)
Die 153 war ein in den 1950er-Jahren entwickeltes deutsches Passagierflugzeug mit Turboprop-Antrieb. Es war das vielleicht erfolgversprechendste Projekt des Flugzeugbaus in der Deutschen Demokratischen Republik (DDR). Der VEB Flugzeugwerke Dresden (FWD) plante es und fertigte eine Attrappe im Maßstab 1:1. Nach dem Ausbleiben von Bestellungen aus der Sowjetunion und anderen Ländern sowie Problemen bei der Entwicklung des Triebwerks wurde das Projekt eingestellt.

## Geschichte
Neben der Lizenzproduktion der Il-14 und der Entwicklung der 152 beschäftigte sich das Flugzeugwerk Dresden bereits frühzeitig mit der Entwicklung von Nachfolgemustern. Die 153 sollte nach einer ersten Konzeption Strecken von 2000 bis 3000 km abdecken und je nach Ausführung 36 (Luxusausführung) bis 82 (Touristenklasse) Passagiere befördern können. Die Möglichkeit zur schnellen Umrüstung in eine Frachtmaschine war vorgesehen. Nach dem Besuch einer Kommission des Industriezweiges Flugzeugbau in der Sowjetunion wurde die Konzeption der 153 geändert und die Maschine ab dem 10. Dezember 1957 als 153A bezeichnet. Die Maschine wurde gegenüber der ursprünglichen Planung etwas verkleinert und sollte nun 28 bis 78 Passagiere befördern. Die Reichweite wurde erhöht und sollte nun bis zu 4000 km betragen. Eine 1:1-Attrappe wurde gebaut und der staatlichen Attrappenkommission vom 14. bis zum 17. Oktober 1958 vorgeführt. Nach einer im Flugzeugwerk Dresden entwickelten Methode zur Berechnung der direkten Betriebskosten und umfangreichen Vergleichsrechnungen mit Konkurrenzmustern lag die 153A an der Spitze aller vergleichbaren Muster ähnlicher Größenordnung.

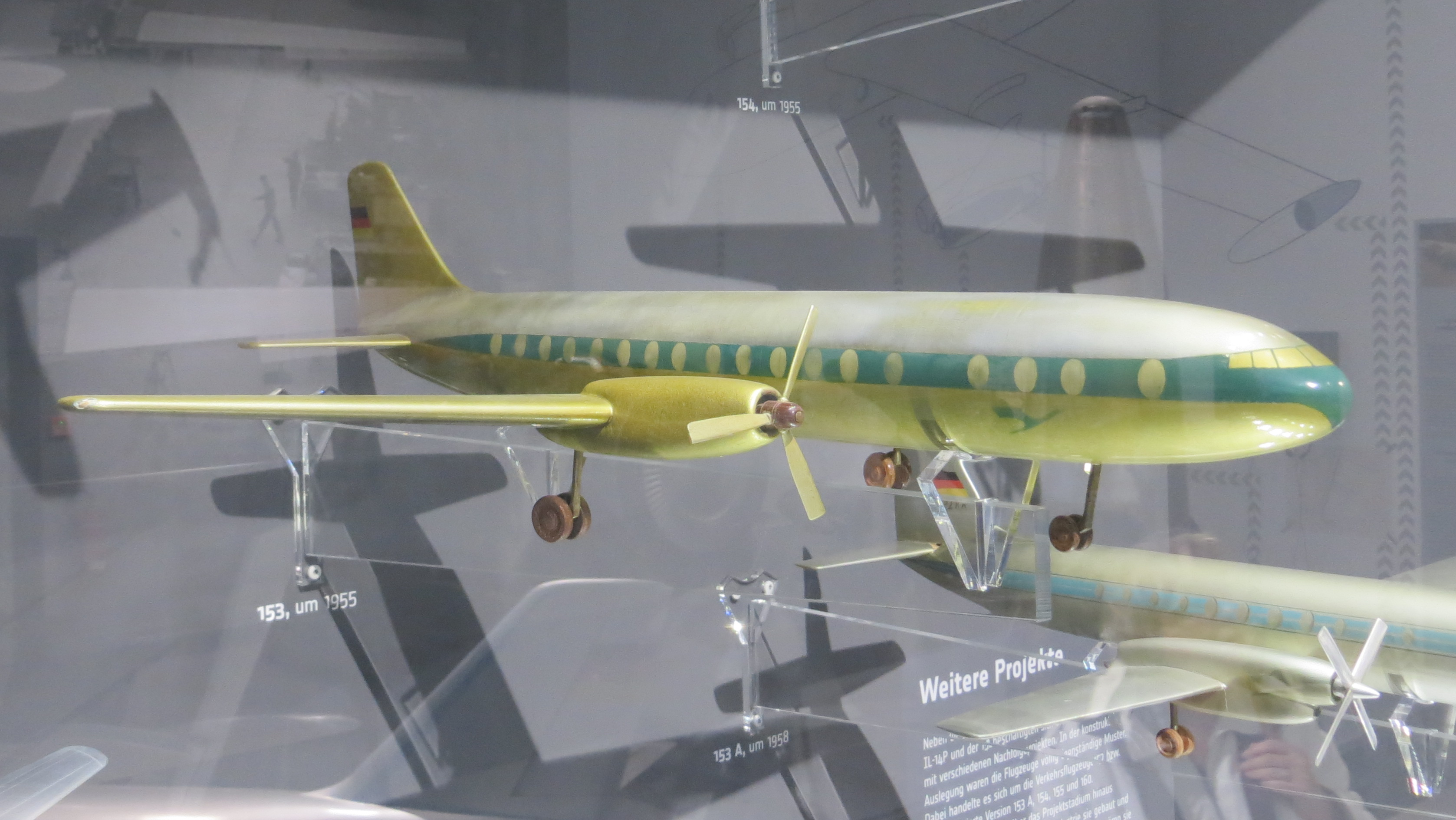
Modell des PTL-Verkehrsflugzeuges 153 im Verkehrsmuseum Dresden

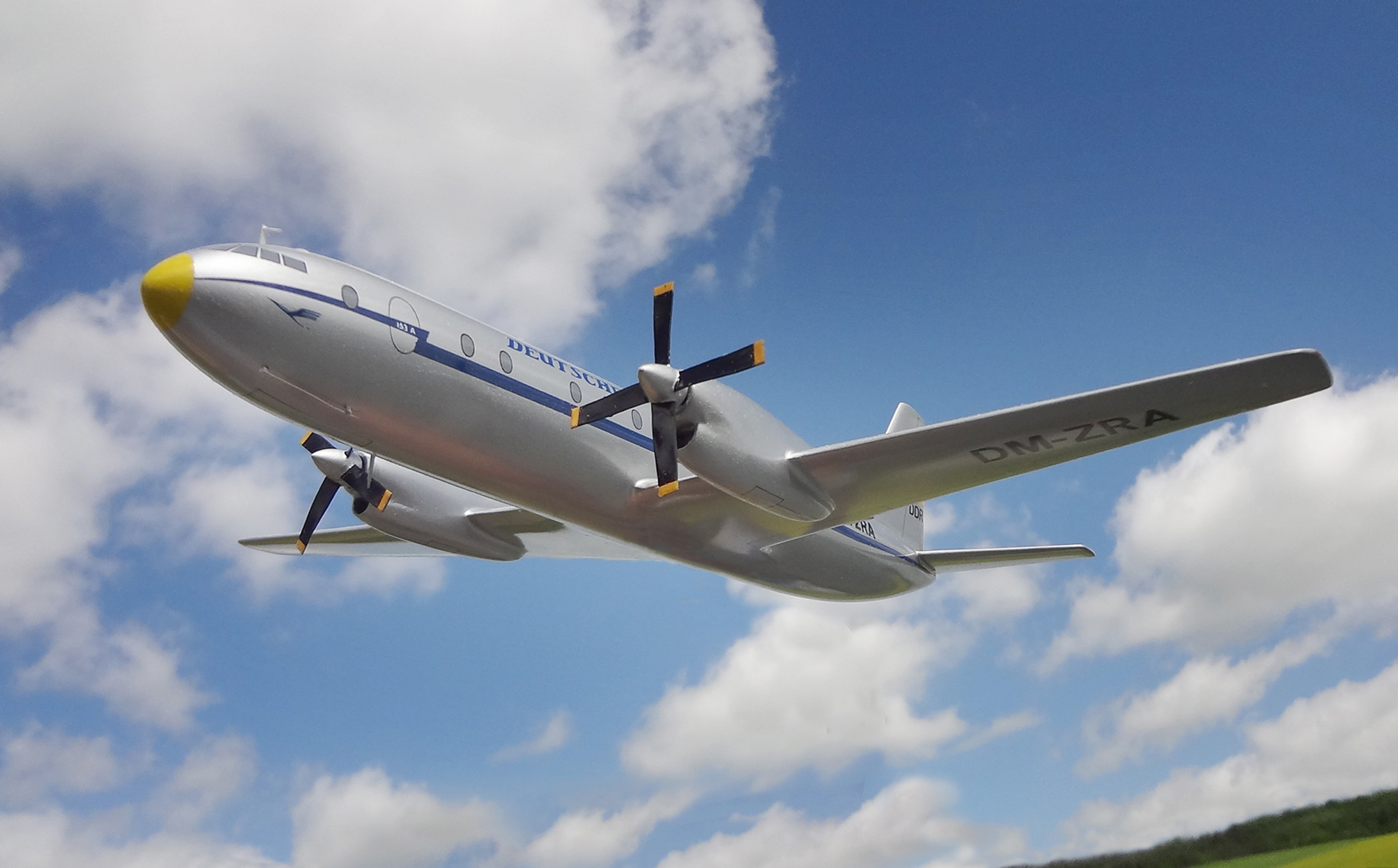
Modell der 153A im Maßstab 1:72, Ausstellung FIZ von Wilfried Bergholz

Die Konstruktion war im Juni 1959 nahezu fertiggestellt. Ende 1960 sollten zwei Bruchzellen und Mitte 1961 der Prototyp fertig sein. Die Aufnahme der Serienproduktion war für 1962 vorgesehen.
Am 2. Juli 1959 wurde die Entwicklung abgebrochen. Dafür dürften mehrere Gründe ausschlaggebend gewesen sein: Zum einen war die Sowjetunion trotz anfänglich bekundeten Interesses letztendlich nicht am Kauf der Maschine interessiert, da sich eigene Flugzeuge mit einem ähnlichen Leistungsspektrum in der Entwicklung befanden, vor allem die An-24 und die Tu-124. Zum anderen führte eine Havarie bei der Erprobung des zweiten Exemplars des vorgesehenen PTL-Triebwerks Pirna 018 am 7. Februar 1959 zur Zerstörung des Prüfstands, so dass sich die Bereitstellung eines einsatzfähigen Triebwerks deutlich verzögert hätte. Zwar wurde auch die Lizenzproduktion des Iwtschenko Al-20 erwogen, das unter anderem in der Il-18 eingesetzt wird. Dieses hätte aber eine geringere Leistung gehabt. Auch Überlegungen, das Tyne-Aggregat als Alternative zum Pirna 018 einzusetzen, führten letztlich nicht zum Erfolg. Britische Firmen, u. a. der Motorenhersteller Rolls-Royce, hatten auf der Leipziger Messe Kontakt zum Flugzeugwerk Dresden aufgenommen und die Lieferung von Triebwerken und weiteren Baugruppen angeboten, wenn diese ausschließlich zivil eingesetzt werden würden. Chefkonstrukteur Brunolf Baade besuchte Ende 1958 zahlreiche britische Firmen, um Liefermöglichkeiten zu sondieren. Allerdings bestand in Großbritannien seinerzeit die Bestimmung, dass ein Verkauf von Triebwerken erst nach zwei Jahren Einsatz im Luftverkehr gestattet wurde. Der Einsatz des Tyne in der Vickers Vanguard sollte ab 1960 erfolgen, so dass das Triebwerk erst ab 1962 hätte exportiert werden dürfen, was für die 153A zu spät gewesen wäre. Rolls-Royce nahm deshalb mit der britischen Regierung Kontakt auf, um die Tyne-Triebwerke früher nach Dresden verkaufen zu können. Dazu kam es aber nicht mehr. Hinzu kam, dass die konstruktiven Veränderungen an der 152 erhebliche Konstruktionskapazitäten banden, die bei der 153A fehlten, so dass die Arbeiten an ihr immer in Rückstand gegenüber der Planung gerieten. Zudem nahm man an, dass in Zukunft eher Zweikreis-Turbinen-Strahltriebwerke als Propellerturbinen eingesetzt werden würden. Somit wurde die 153A gestrichen und neben der 152 noch die 155 entwickelt, die aber bis zur Einstellung des Dresdner Flugzeugbaus auch nicht über das Attrappenstadium hinauskam.

## Konstruktion
Die 153 war als freitragender ungepfeilter Tiefdecker mit einziehbarem Dreibeinfahrwerk mit Bugrad geplant. Das Flugzeug sollte eine Druckkabine erhalten. Der Treibstoff sollte komplett in Integraltanks in den Tragflächen untergebracht werden. Dies hätte die Tankprobleme der 152 von vornherein unterbunden. Die Hauptfahrwerke sollten in die verlängerte Verkleidung der Triebwerke eingezogen werden. Die Kabine sollte neben den Ausgängen auf jeder Seite je vier Notausstiegsfenster über den Tragflächen erhalten.

## Technische Daten
| Kenngröße             | 153 (1956)         | 153A (1959)        |
| --------------------- | ------------------ | ------------------ |
| Besatzung             | 6                  | 6                  |
| Passagiere            | 56–82              | 28–78              |
| Länge                 | 32,33 m            | 28,15 m            |
| Spannweite            | 33,20 m            | 31,60 m            |
| Höhe                  | 9,60 m             | 9,28 m             |
| Flügelfläche          | 122 m²             | 105 m²             |
| Leermasse             | 20.980 kg          | 18.250 kg          |
| Startmasse            | 34.000 kg          | 30.000 kg          |
| Höchstgeschwindigkeit | 725 km/h           | 742 km/h           |
| Reisegeschwindigkeit  | 700 km/h           | 700 km/h           |
| Steiggeschwindigkeit  | 11,1 m/s           | 11,1 m/s           |
| Dienstgipfelhöhe      | 11.000 m           | 11.300 m           |
| max. Reichweite       | 3000 km            | 5750 km            |
| Triebwerke            | zwei PTL Pirna 018 | zwei PTL Pirna 018 |
| Leistung              | 2 × 4413 kW        | 2 × 3678 kW        |
| Startrollstrecke      | 600 m              | 800 m              |
| Landerollstrecke      | 450 m              | 420 m              |